# Protalebra sublunata
Protalebra sublunata är en insektsart som först beskrevs av Henry Fairfield Osborn 1928.  Protalebra sublunata ingår i släktet Protalebra och familjen dvärgstritar. Inga underarter finns listade i Catalogue of Life.